# Cherbās
Cherbās (persiska: چَرباس, جَرباس, چرباس) är en ort i Iran.   Den ligger i provinsen Lorestan, i den centrala delen av landet, 300 km sydväst om huvudstaden Teheran. Cherbās ligger 2 133 meter över havet och antalet invånare är 176.
Terrängen runt Cherbās är kuperad åt nordväst, men åt sydost är den platt.Runt Cherbās är det ganska glesbefolkat, med 29 invånare per kvadratkilometer. Närmaste större samhälle är Alīgūdarz, 16,0 km nordost om Cherbās. Trakten runt Cherbās består i huvudsak av gräsmarker.